# Möllenbeck (Bismark)
Möllenbeck gehört zur Ortschaft Dobberkau und ist ein Ortsteil der Stadt Bismark (Altmark) im Landkreis Stendal in Sachsen-Anhalt.

## Geographie

### Lage
Möllenbeck, ein Straßendorf mit Kirche, liegt sieben Kilometer nordöstlich der Kleinstadt Bismark (Altmark) und damit etwa auf halbem Wege zwischen Stendal und Salzwedel. Im Norden liegt der etwa 52 Meter hohe Kiesberg. Der Wohnplatz Katharinenhof liegt etwa einen Kilometer nordöstlich des Dorfes.
Nachbarorte sind Meßdorf, Schönebeck und Späningen im Nordwesten, Natterheide im Norden, Wollenrade im Nordosten, Schorstedt im Osten, sowie Dobberkau im Südwesten.

### Ortsteilgliederung
Zum Ortsteil Möllenbeck gehört neben dem Dorf Möllenbeck der Wohnplatz Katharinenhof.

## Geschichte

### Mittelalter bis Neuzeit
Im Jahre 1209 wurde Fridericus de Mulbeke als Zeuge einer in Bismark ausgestellten Urkunde erwähnt. Zahn identifizierte in der Urkunde zwei Ritter, also Engelhardus und Fridericus de Mulbeke.
Im Jahr 1238 wurde der Ort als Mulenbeke erstmals urkundlich erwähnt, als Graf Siegfried von Osterburg Dörfer und Besitz in der Altmark, mit denen er vorher vom St. Ludgerikloster Helmstedt belehnt worden war, dem Abt Gerhard von Werden und Helmstedt überschrieb. 1345 heißt das Dorf Molnbecke. Im Landbuch der Mark Brandenburg von 1375 wird das Dorf als Mollenbeke aufgeführt. Es umfasste 29 Hufen. Weitere Nennungen sind 1551 Mollenbeck, 1687 Möllenbeck und 1804 ebenfalls Möllenbeck, ein Dorf mit Leineweber, Schmiede und Windmühle. Im Dreißigjährigen Krieg ging das Dorf in Flammen auf und wurde wieder aufgebaut.
Im Jahre 1947 beschloss die Gemeindevertretung den Bau einer Badeanstalt. Unter Mitwirkung der Bauern wurde der Bau begonnen und abgeschlossen. 1954 entstand ein sommerliches Schwimmlager für Schüler aus dem Kreis Stendal. Sie waren in der Möllendorfer Schule untergebracht. 1955 erfolge eine Erweiterung des Bades. 1965 wurde ein Pionierlager in Dobberkau am Sportplatz errichtet. Mit der Entwicklung des Lagers wurde dann 1979 auch die Badeanstalt vergrößert. 1998 wurde sie geschlossen, saniert und 2001 als Waldschwimmbad wieder eröffnet.

### Landwirtschaft
Bei der Bodenreform wurden 1945 ermittelt: 24 Besitzungen unter 100 Hektar hatten zusammen 596 Hektar, eine Kirchenbesitzung hatte 17 Hektar Land. 1945 wurde eine Maschinen-Traktoren-Station und eine Maschinen-Ausleihstation eingerichtet. Im Jahr 1953 entstand die erste Landwirtschaftliche Produktionsgenossenschaft, die LPG Typ III „23. Februar“. 1960 wurden die LPG mit der LPG Typ III „Friedenswacht“ Dobberkau zur LPG „Sozialismus“ zusammengeschlossen.

### Archäologie
1949 wurde über den Fund eines Tongefäßes aus der Zeit zwischen 2000 und 800 v. Chr. berichtet.

### Herkunft des Ortsnamens
Heinrich Sültmann vermutete, der Name, 1209 mulbeke, 1238 mulenbeke, wäre herzuleiten aus dem althochdeutschen „molta, molt“ für „lose Erde“ oder mittelhochdeutsch „mul“ für „unser Müll“ und bezeichnet also die „Siedlung an einem zwischen Sandhügeln rinnenden Bach“.
Eine andere Deutung ist „Mühlenbach“.

### Eingemeindungen
Ursprünglich gehörte das Dorf zum Stendalischen Kreis der Mark Brandenburg in der Altmark. Zwischen 1807 und 1813 lag der Ort im Kanton Schinne im Distrikt Stendal auf dem Territorium des napoleonischen Königreichs Westphalen. Ab 1816 gehörte die Gemeinde zum Landkreis Stendal.
Ab 25. Juli 1952 gehörte Möllenbeck zum Kreis Stendal. Am 1. Februar 1967 wurde die Gemeinde Möllenbeck in die Gemeinde Dobberkau eingemeindet.
Seit dem 1. Januar 2010 gehört Möllenbeck als Ortsteil zur Stadt Bismark (Altmark) und zur neu gebildeten Ortschaft Dobberkau.

### Einwohnerentwicklung

#### Gemeinde
| Jahr | Einwohner |
| ---- | --------- |
| 1734 | 141       |
| 1772 | 122       |
| 1790 | 140       |
| 1798 | 141       |
| 1801 | 160       |
| 1818 | 133       |
| 1840 | 167       |

| Jahr | Einwohner |
| ---- | --------- |
| 1864 | 217       |
| 1871 | 204       |
| 1885 | 192       |
| 1892 | [0]188    |
| 1895 | 198       |
| 1900 | [0]194    |
| 1905 | 193       |

| Jahr | Einwohner |
| ---- | --------- |
| 1910 | [0]190    |
| 1925 | 193       |
| 1939 | 175       |
| 1946 | 272       |
| 1950 | [00]279   |

#### Ortsteil
| Jahr | Einwohner |
| ---- | --------- |
| 1968 | [00]184   |
| 1993 | [00]094   |
| 2000 | [00]092   |
| 2004 | [00]083   |
| 2010 | [00]063   |
| 2018 | [00]044   |

| Jahr | Einwohner |
| ---- | --------- |
| 2020 | [00]35    |
| 2021 | [00]35    |
| 2022 | [00]33    |
| 2022 | [0]34     |
| 2023 | [0]33     |

Quelle, wenn nicht angegeben, bis 1946:

## Religion
- Die evangelische Kirchengemeinde Möllenbeck, die früher zur Pfarrei Dobberkau bei Bismark gehörte,[24] wird heute betreut vom Pfarrbereich Garlipp im Kirchenkreis Stendal im Bischofssprengel Magdeburg der Evangelischen Kirche in Mitteldeutschland.[25]
- Die ältesten überlieferten Kirchenbücher für Möllenbeck stammen aus dem Jahre 1653.[26] Eine andere Quelle nennt als erstes Jahr 1649. Register liegen vor vom 18. bis in die Mitte des 19. Jahrhunderts.[16]
- Die katholischen Christen gehören zur Pfarrei St. Anna in Stendal im Dekanat Stendal im Bistum Magdeburg.[27]

## Kultur und Sehenswürdigkeiten
- Die evangelische Dorfkirche Möllenbeck, ein dreiteiliger flach gedeckter Feldsteinbau mit einem Westquerturm, stammt in Teilen aus der ersten Hälfte des 13. Jahrhunderts.[28]
- Die Kirche steht auf dem Ortsfriedhof.

### Waldschwimmbad Möllenbeck
In den Monaten Juni bis August hat das Schwimmbad täglich geöffnet. Je nach Witterung ist es auch schon ab Mai geöffnet.

## Sage aus Möllenbeck
Alfred Pohlmann überliefert im Jahre 1901 die Sage „Die Spinnerin bei Möllenbeck“. Rechts neben dem Fußsteig im Wiesengrund zwischen den Dörfern Möllenbeck und Dobberkau ließ sich nachts am Gewässer eine Frau sehen. Wenn der Mond sich im Wasser hell widerspiegelt kann man sehen, „wie fleißig die Spinnerin ihre feinen Fäden aus den goldenen Wocken zupft“. Pohlmann assoziiert die Spinnerin mit der Göttin Freya. Im „Altmärkischen Sagenschatz“ wird die Stelle am Graben zwischen den Dörfern als „Eckerbucht“ bezeichnet.